# Marjo Voutilainen
Marjo Hannele Voutilainen (Kuopio, 22 marzo 1981) è una hockeista su ghiaccio finlandese.

## Palmarès

### Olimpiadi
- Bronzo a Vancouver 2010.